# 熊潢
熊潢（？—1551年），字宗之，江西南昌府南昌縣東壇里人，民籍，明朝政治人物。

## 生平
熊潢是嘉靖十年（1531年）辛卯科江西鄉試舉人，二十九年（1550年）授上虞知縣，個性耿直不畏強權，人民有訴訟均以理判決，不事鞭扑，有富人兄弟爭產，前任官員收受賄賂多年都不判決，他到任後拿出前任所納金錢，召來兄弟到公庭示眾，說：「所爭無幾，與其令官受益，不如厚待骨肉！」並歸還金錢，二人感泣相讓不爭，三十年（1551年）在任內去世，百姓都感到哀傷，為他立下墮淚碑。

## 家族
曾祖熊秉文；祖父熊萬象；父熊艮，封兵部主事。

## 引用
1. 1 2  民國《南昌縣志·卷三十一·人物志二》：熊汲，字引之，東壇人，嘉靖五年進士……兄洛，字景之，嘉靖十一年進士……弟潢，字宗之，由舉人知浙江上虞縣，民有訟惟以理遣，不行鞭扑，嘗有富人兄弟爭產，前吏中其賄十餘年不決，潢至各納其金，集其兄弟於庭出示之，曰：「所爭無幾，與其飽官，曷若厚骨肉也！」還其金，皆感泣相讓不爭，期年卒於任，百姓哀之，立墮淚碑於途。
2. ↑  民國《南昌縣志·卷二十二·選舉志三》：科第下……明……嘉靖十年辛卯鄉試……熊潢 字宗之，汲弟，詳傳
3. ↑  萬曆《新修上虞縣志·卷十一·官師志二》：熊潢，南昌人，由舉人嘉靖庚戌來令，天性鯁直，不畏強禦，事有觸忤赫然雷霆，已而理解廓焉，光霽贖鍰羨鏹視之若染，日以蔬水自給，政清刑平，廷可張羅，而署若冰壺焉，後竟卒于官，迄今哀慕之。
4. ↑  《嘉靖十一年進士登科錄》